# Шесто чуло (филм)
Шесто чуло (енгл. The Sixth Sense) је амерички психолошки трилер филм из 1999. режисера и сценаристе М. Најта Шјамалана.
Радња прати Кола Сира, проблематичног и изолованог дечака који има способност комуникације са мртвима и дечијег психијатра Малкома Кроуа који покушава да му помогне. Главне улоге тумаче Брус Вилис и Хали Џоел Осмент.
Филм је наишао на позитиван пријем код критичара, који су посебно похвалили глуму, атмосферу и изненађујући обрт на крају. Остварио је добру зараду на биоскопским благајнама и био је други најпрофитабилнији филм 1999. године. Номинован је за шест Оскара, два Златна глобуса, четири Бафте и Награду Удружења филмских глумаца за најбољег глумца у споредној улози.

## Радња
Др Малколм Kроу је угледни стручњак за дечије душевне проблеме, поремећаје и болести. Kада упозна Kола, дечака кога други људи сматрају чудаком, он га подсети на једног његовог пацијента, Винсента, јединог коме није успео да помогне. Винсент је одрастао у потпуно растројеног и поремећенога младића, а једном се увукао у кућу др Kроуа и у њега пуцао. Опрезно се приближавајући Kолу, Kроу полако сазнаје дечакову страшну тајну, он види мртве људе и они му се обраћају. Живи у непрекидном страху од свега што види и од онога што мртви од њега траже.

## Улоге
| Глумац            | Улога          |
| ----------------- | -------------- |
| Брус Вилис        | др Малком Кроу |
| Хејли Џоел Осмент | Кол Сир        |
| Тони Колет        | Лин Сир        |
| Оливија Вилијамс  | Ана Кроу       |
| Дони Волберг      | Винсент Греј   |
| Глен Фицџералд    | Шон            |
| Миша Бартон       | Кира Колинс    |